# Tringa semipalmata
El playero aliblanco o tigüi - tigüi (Tringa semipalmata) también conocido como playero grande, anteriormente en el género monotípico Catoptrophorus, como Catoptrophorus semipalmatus, es una especie de ave caradriforme de la familia Scolopacidae. Es un animal de buen porte y fuerte, el mayor de las especies de su género. Su pariente más cercano es Tringa flavipes, un ave de mucho menor porte con una apariencia muy distinta a pesar de que ambas especies comparten en cuanto al diseño de su plumaje fino, claro y denso durante su reproducción.

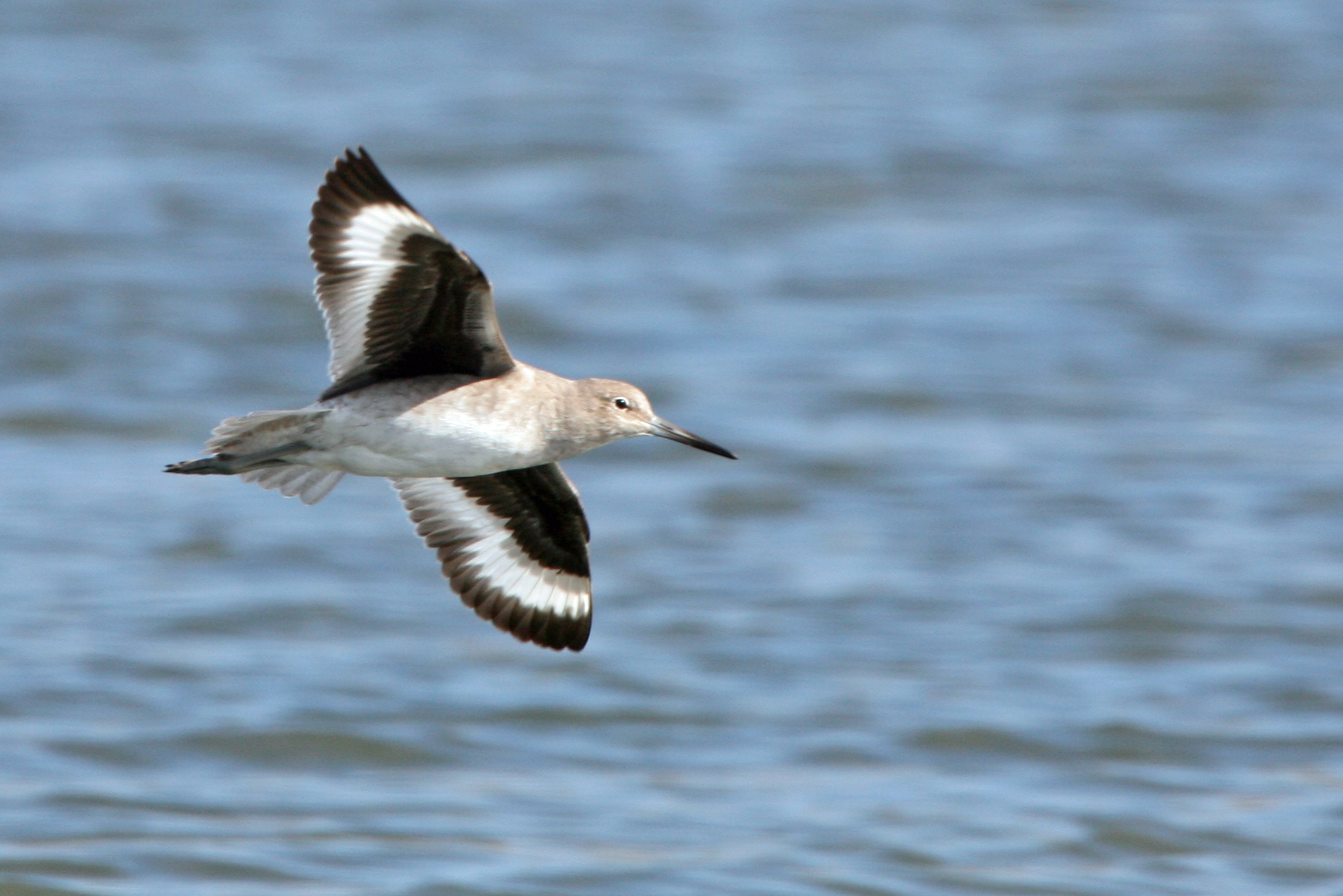
Playero aliblanco en vuelo, se observa el diseño característico en la faz inferior de sus alas.

Los adultos ponen huevos grises, poseen un pico largo, recto, oscuro y fuerte. Su cuerpo es de color gris oscuro en su parte superior y más claro en su zona inferior. Su cola es blanca con una franja oscura cerca de su extremo. El diseño característico de color negro y blanco en sus alas es fácilmente observable en las costas de Estados Unidos.
Las dos subespecies (que podrían llegar a ser dos especies diferentes) poseen hábitats muy diferentes de procreación y desarrollo. El playero aliblanco del este se reproduce en las marismas salinas costeras de Nueva Escocia hasta México y el Caribe. Pasa el invierno en la costa del Atlántico de Sudamérica. El playero aliblanco oriental se reproduce en praderas de marismas de agua dulce en el oeste de Norteamérica. Inverna en ambas costas, desde el sur de los estados atlánticos estadounidenses hasta Brasil sobre el Atlántico, y desde el sur de Oregón hasta Chile sobre el Pacífico.

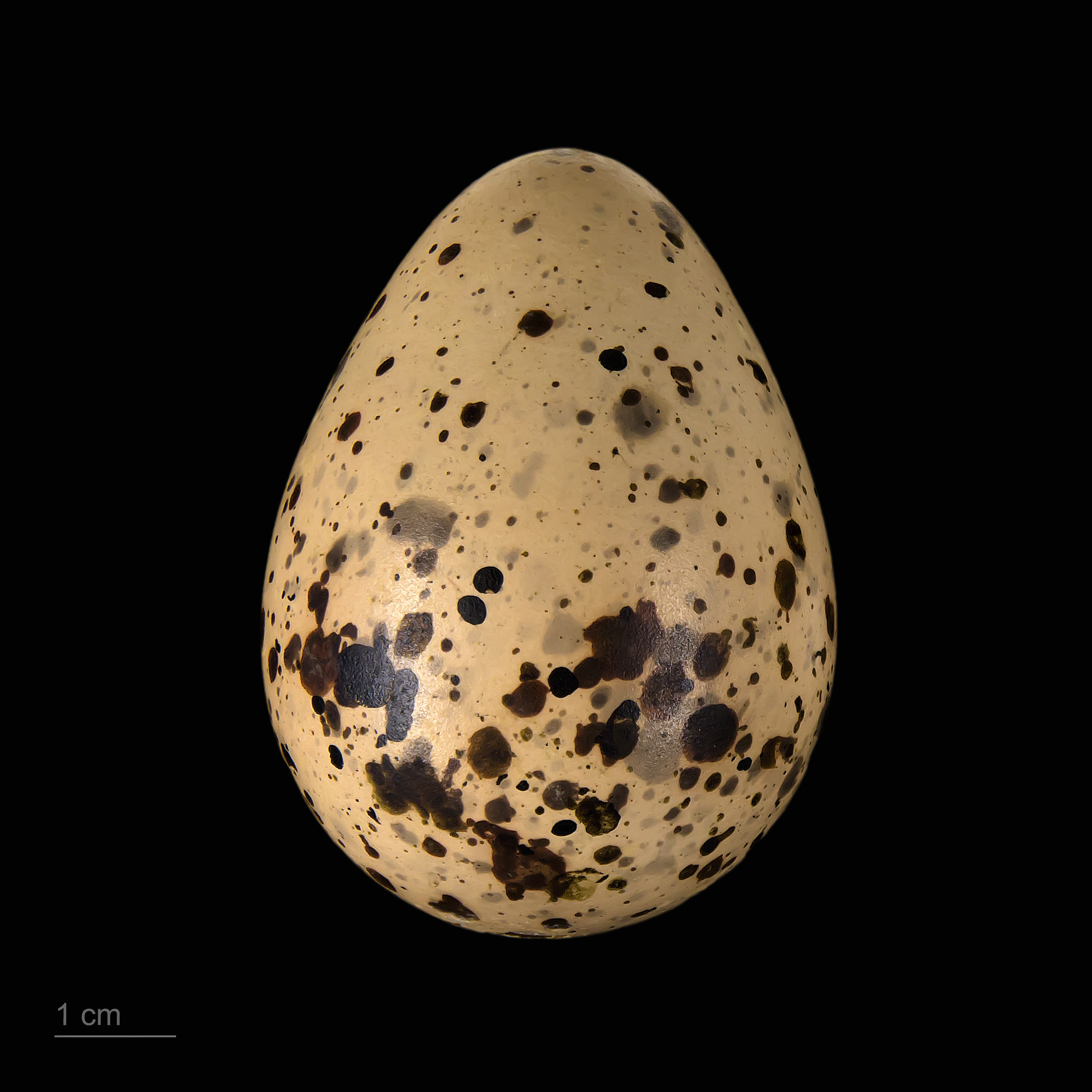
Tringa semipalmata - MHNT